# Danina

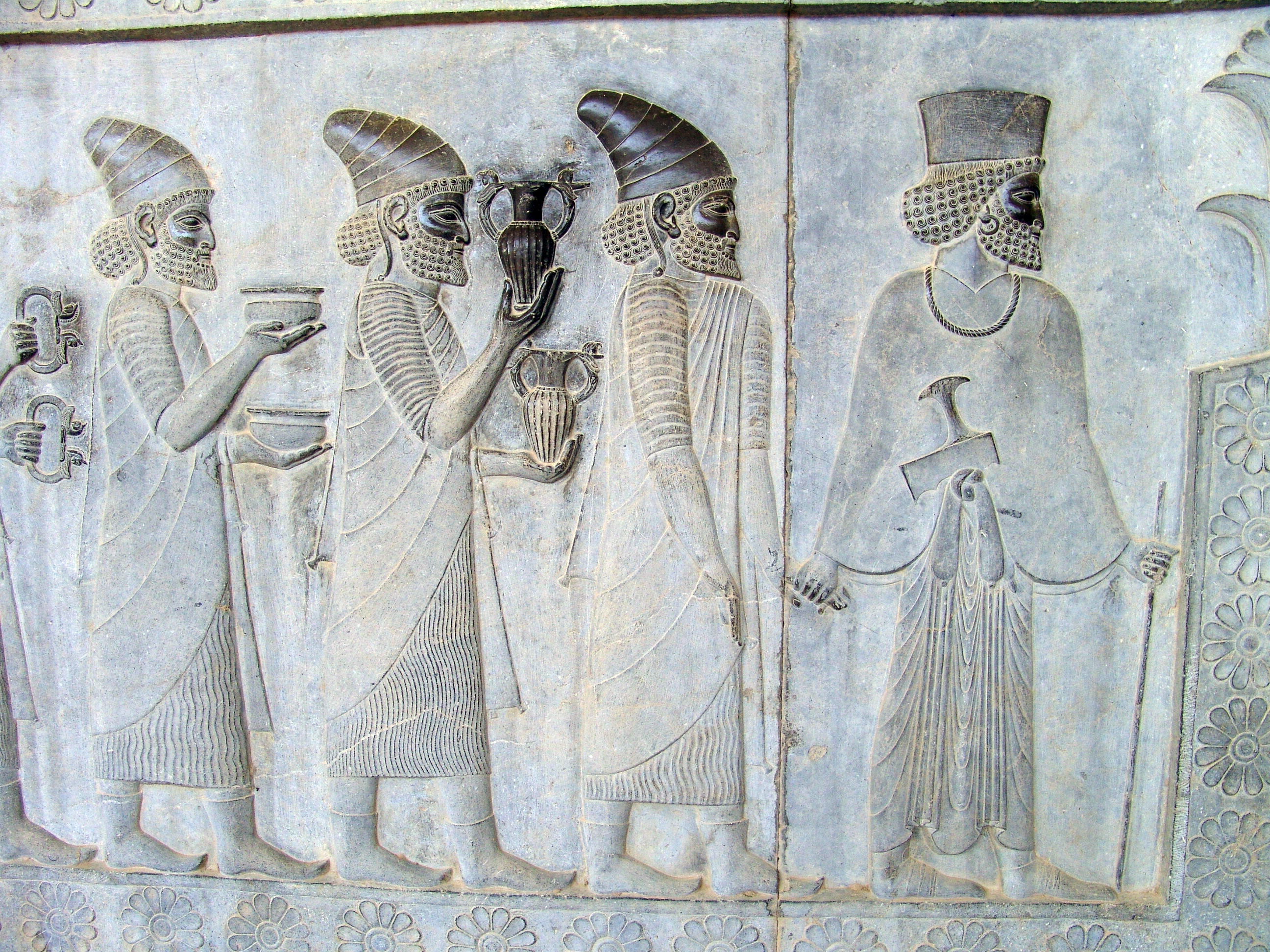
Składanie daniny władcy perskiemu (płaskorzeźba z Persepolis)

Danina (trybut z łac. tributum) – świadczenie o charakterze przymusowym, funkcjonujące w starożytności oraz średniowieczu, uiszczane monarsze przez poddanych lub władcy silniejszemu przez władcę słabszego jako wyraz uznania jego zwierzchności. W przypadku chłopów zastąpiona przez pańszczyznę lub czynsz.

## Początki danin
Początkowo danina składana była władzom centralnym z podległego terytorium. Nosiła wtedy nazwę trybutu. Gdy zaczęto ściągać daniny z pojedynczych gospodarstw, złożenie trybutu oznaczało uznawanie poddaństwa z zajmowanego terytorium. Taki charakter miały np.:
- trybut składany przez mieszkańców Anglii Normanom duńskim (Danegeld)
- trybut składany przez Słowian Awarom
- trybut składany cesarzowi przez monarchów piastowskich.

## Daniny jednostkowe

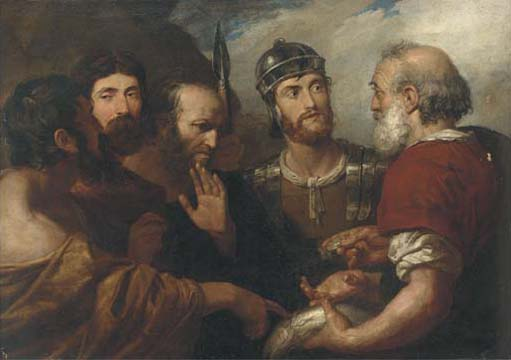
Podatek żydowski na rzecz cesarza rzymskiego – tzw. grosz czynszowy (mal. George Hayter, 1817)

Wraz ze wzmacnianiem się stosunków społecznych i relacji poddani – monarcha, trybut został zastąpiony przez daninę uiszczaną w naturze lub pieniądzach przez pojedynczych właścicieli gospodarstw (od dymu lub od radła). Daniny były podstawowymi elementami realizowania prawa książęcego.
Daniny składano do grodów, gdzie dobra z tego tytułu uzyskiwane były częściowo kierowane do tezauryzacji, częściowo do konsumpcji przez dwór monarszy, zaś częściowo redystrybuowane (np. żywność i napoje trafiały do karczm, wówczas należących wyłącznie do monarchy).

### Rodzaje danin
- Danina opolna – uiszczana w postaci jednej sztuki bydła od opola
- Dań – danina z miodu
- Podworowe, podymne, poradlne – danina uiszczana najczęściej w nierogaciźnie (ew. nazwa dla wyjątku – powołowe)

## Schyłek danin
W domenie monarszej daniny przybrały funkcję renty gruntowej, zaś w dobrach kościelnych i świeckich, na przestrzeni wieków od XII do XIV, daniny składane monarsze zostały stopniowo zniesione na mocy immunitetów ekonomicznych lub przekształcone w formy spłacania renty feudalnej.